# P-Wert
Der p-Wert (nach R. A. Fisher), auch Überschreitungswahrscheinlichkeit oder Signifikanzwert genannt ({\displaystyle p} für lateinisch probabilitas ‚Wahrscheinlichkeit‘), ist in der Statistik und dort insbesondere in der Testtheorie ein Evidenzmaß für die Glaubwürdigkeit der Nullhypothese, die oft besagt, dass ein bestimmter Zusammenhang nicht besteht, z. B. ein neues Medikament nicht wirksam ist. Ein kleiner {\displaystyle p}-Wert legt nahe, dass die Beobachtungen die Nullhypothese nicht stützen. Neben seiner Bedeutung als Evidenzmaß wird der {\displaystyle p}-Wert als mathematisches Hilfsmittel zur Feststellung von Signifikanz in Hypothesentests gebraucht, dem {\displaystyle p}-Wert selbst muss dafür keine besondere Bedeutung zugeschrieben werden.
Der {\displaystyle p}-Wert ist definiert als die Wahrscheinlichkeit – unter der Bedingung, dass die Nullhypothese in Wirklichkeit gilt –, den beobachteten Wert der Prüfgröße oder einen in Richtung der Alternative „extremeren“ Wert zu erhalten. Der {\displaystyle p}-Wert entspricht dann dem kleinsten Signifikanzniveau, bei dem die Nullhypothese gerade noch verworfen werden kann. Da der {\displaystyle p}-Wert eine Wahrscheinlichkeit ist, kann er Werte von null bis eins annehmen. Dies bietet den Vorteil, dass er die Vergleichbarkeit verschiedener Testergebnisse ermöglicht. Der konkrete Wert wird durch die gezogene Stichprobe bestimmt. Ist der {\displaystyle p}-Wert „klein“ (kleiner als ein vorgegebenes Signifikanzniveau; allgemein < 0,05), so lässt sich die Nullhypothese ablehnen. Anders ausgedrückt: Ist die errechnete Prüfgröße größer als der kritische Wert (kann unmittelbar aus einer Quantiltabelle abgelesen werden), so kann die Nullhypothese verworfen werden und man kann davon ausgehen, dass die Alternativhypothese gilt und damit ein bestimmter Zusammenhang besteht (z. B. ein neues Medikament ist wirksam). Wenn die Nullhypothese zugunsten der Alternativhypothese verworfen wird, wird das Resultat als „statistisch signifikant“ bezeichnet. „Signifikant“ bedeutet hierbei lediglich „überzufällig“ und ist nicht gleichbedeutend mit „praktischer Relevanz“ oder „wissenschaftlicher Bedeutsamkeit“. In verschiedenen wissenschaftlichen Disziplinen haben sich festgesetzte Grenzen wie 5 %, 1 % oder 0,1 % etabliert, die verwendet werden, um zu entscheiden, ob die Nullhypothese abgelehnt werden kann oder nicht. Die Größe des {\displaystyle p}-Werts gibt keine Aussage über die Größe des wahren Effekts.
Der {\displaystyle p}-Wert wird sehr häufig fehlinterpretiert und falsch verwendet, weswegen sich die American Statistical Association im Jahr 2016 genötigt sah, eine Mitteilung über den Umgang mit {\displaystyle p}-Werten und statistischer Signifikanz zu veröffentlichen. Einer kleinen kanadischen Feldstudie von 2019 zufolge werden in etlichen Lehrbüchern die Begriffe „{\displaystyle p}-Wert“ und „statistische Signifikanz“ nicht korrekt vermittelt. Studien von Oakes (1986) und Haller & Krauss (2002) zeigen, dass ein Großteil von Studierenden und von Lehrern der Statistik den {\displaystyle p}-Wert nicht korrekt interpretieren können. Die falsche Verwendung und die Manipulation von {\displaystyle p}-Werten (siehe {\displaystyle p}-Hacking) ist eine Kontroverse in der Meta-Forschung.

## Mathematische Formulierung
Bei einem statistischen Test wird eine Vermutung (Nullhypothese) {\displaystyle H_{0}} überprüft, indem ein passendes Zufallsexperiment durchgeführt wird, das die Zufallsgrößen {\displaystyle X_{1},X_{2},\dotsc ,X_{n}} liefert. Diese Zufallsgrößen werden zu einer einzelnen Zahl, Prüfgröße genannt, zusammengefasst:
{\displaystyle T=u(X_{1},X_{2},\dotsc ,X_{n})}
Für einen konkreten Versuchsausgang {\displaystyle X_{1}=x_{1},X_{2}=x_{2},\dotsc ,X_{n}=x_{n}} des Experiments erhält man einen Wert
{\displaystyle t=u(x_{1},x_{2},\dotsc ,x_{n})}.
Der {\displaystyle p}-Wert ist definiert als die Wahrscheinlichkeit – unter der Bedingung, dass die Nullhypothese {\displaystyle H_{0}} in Wirklichkeit gilt – den beobachteten Wert der Prüfgröße {\displaystyle t} oder einen in Richtung der Alternative „extremeren“ Wert zu erhalten. Für zusammengesetzte Nullhypothesen ist diese bedingte Wahrscheinlichkeit nur noch nach oben abschätzbar.
Genauer wird der {\displaystyle p}-Wert für einen statistischen Test mit einer Abbildung {\displaystyle \alpha \mapsto T_{1}(\alpha )}, die jedem {\displaystyle \alpha \in (0,1)} den zugehörigen Nicht-Ablehnungsbereich {\displaystyle T_{1}(\alpha )} zuordnet, definiert als  {\displaystyle p(t):=\inf\{\alpha \mid t\in T_{1}(\alpha )\}}.
Bei einem rechtsseitigen Test gilt:
{\displaystyle p_{\text{rechts}}:=P(T\geq t\mid H_{0}).}
Bei einem linksseitigen Test gilt:
{\displaystyle p_{\text{links}}:=P(T\leq t\mid H_{0}).}
Und bei einem zweiseitigen Test gilt:
{\displaystyle p=2\cdot \min\{p_{\text{rechts}},p_{\text{links}}\}.}

Für diese Realisierung im Ablehnbereich ist der -Wert kleiner als, oder dazu äquivalent ist die Realisierung der Prüfgröße x größer als der kritische Wert z. Hier ist die Wahrscheinlichkeitsdichte der Verteilung unter der Nullhypothese

Üblicherweise wird vor dem Test ein Signifikanzniveau {\displaystyle \alpha } festgelegt und der {\displaystyle p}-Wert dann mit diesem verglichen. Je kleiner der {\displaystyle p}-Wert ist, desto mehr Grund gibt es, die Nullhypothese zu verwerfen. Ist der {\displaystyle p}-Wert kleiner als das vorgegebene Signifikanzniveau {\displaystyle \alpha }, so wird die Nullhypothese verworfen. Ansonsten kann man die Nullhypothese nicht verwerfen.
Nach frequentistischer Sichtweise enthält der von R. A. Fisher eingeführte {\displaystyle p}-Wert keine weiterführende Information; nur die Tatsache, ob er kleiner ist als ein vorgegebenes Niveau {\displaystyle \alpha }, ist von Interesse. In dieser Form ist {\displaystyle p\leq \alpha } nur eine andere Formulierung dafür, dass der beobachtete Wert {\displaystyle t} der Prüfgröße in der kritischen Region liegt, und fügt der Neyman-Pearsonschen Theorie der Hypothesentests nichts Neues hinzu.

## Beispiel
Gegeben sei eine Münze. Die zu prüfende Nullhypothese {\displaystyle H_{0}} sei, dass die Münze fair ist, dass also Kopf und Zahl gleich wahrscheinlich sind; die Alternativhypothese sei, dass ein Ergebnis wahrscheinlicher ist, wobei nicht festgelegt wird, welches der beiden wahrscheinlicher sein soll. Das Zufallsexperiment zum Testen der Nullhypothese bestehe nun darin, dass die Münze zwanzig Mal geworfen wird. {\displaystyle K} bezeichne die Anzahl der Würfe, die „Kopf“ als Ergebnis liefern. Bei einer fairen Münze wäre zehnmal „Kopf“ zu erwarten. Als Statistik wählt man daher sinnvollerweise
{\displaystyle Y=|K-10|}. Y = Realisierung von entweder "Kopf" oder "Zahl"
Angenommen, der Versuch liefert {\displaystyle k=14}-mal das Ergebnis „Kopf“, also ist die Realisierung von {\displaystyle Y} hier {\displaystyle y=4}. Unter der Nullhypothese ist die Anzahl der Köpfe binomialverteilt mit {\displaystyle n=20} und {\displaystyle p={\tfrac {1}{2}}}. Der {\displaystyle p}-Wert für diesen Versuchsausgang ist daher
{\displaystyle P(Y\geq y\mid H_{0})=P(Y\geq 4\mid H_{0})=\sum _{j=0}^{6}{20 \choose j}\left({\frac {1}{2}}\right)^{j}\left(1-{\frac {1}{2}}\right)^{20-j}+\sum _{j=14}^{20}{20 \choose j}\left({\frac {1}{2}}\right)^{j}\left(1-{\frac {1}{2}}\right)^{20-j}}
{\displaystyle ={\frac {1}{2^{20}}}\sum _{j=0}^{6}{20 \choose j}+{\frac {1}{2^{20}}}\sum _{j=14}^{20}{20 \choose j}=2{\frac {1}{2^{20}}}\sum _{j=0}^{6}{20 \choose j}\approx 0{,}115}.
Auf einem Signifikanzniveau von α = 5 % = 0,05 kann man die Nullhypothese nicht verwerfen, da 0,115 > 0,05 (und nicht kleiner, wie nötig wäre). Das heißt, dass man aus den Daten nicht folgern kann, dass die Münze nicht fair ist.
Wäre das Versuchsergebnis {\displaystyle k=15}-mal Kopf, also {\displaystyle y=5}, dann wäre der {\displaystyle p}-Wert für diesen Versuchsausgang
{\displaystyle P(Y\geq 5\mid H_{0})=2\sum _{j=0}^{5}{20 \choose j}{\frac {1}{2^{20}}}\approx 0{,}041}.
Auf einem Signifikanzniveau von α = 5 % = 0,05 würde man in diesem Fall die Nullhypothese verwerfen, da 0,041 < 0,05; man würde also schließen, dass die Münze nicht fair ist. Auf einem Signifikanzniveau von 1 % hingegen wären weitere Tests nötig. (Genauer gesagt: Man würde die Datenlage für unzureichend ansehen, um den Schluss zu rechtfertigen, die Münze sei nicht fair. Dies als einen Beweis zu nehmen, dass die Münze fair ist, wäre jedoch falsch.)

## Beziehung zum Signifikanzniveau
Es gibt eine Äquivalenz zwischen einem Testverfahren mit der Berechnung des {\displaystyle p}-Wertes und einem Verfahren mit dem im Voraus bestimmten Signifikanzniveau. Der {\displaystyle p}-Wert {\displaystyle p} berechnet sich anhand des beobachteten Wertes {\displaystyle t} der Prüfgröße, und der kritische Wert {\displaystyle k} folgt aus dem Signifikanzniveau {\displaystyle \alpha }, so gilt z. B. rechtsseitig:

KS-Test für die Variable „Mittlerer Hauspreis pro Bezirk“ des Boston-Housing-Datensatzes.

{\displaystyle \!p=P(T\geq t\mid H_{0})}
{\displaystyle \!\alpha =P(T\geq k\mid H_{0})}
und
{\displaystyle p<\alpha \Leftrightarrow t>k,}
wobei {\displaystyle k} den kritischen Wert darstellt. In statistischer Software wird bei der Durchführung eines Tests der {\displaystyle p}-Wert, siehe rechts unter Asymptotische Signifikanz (letzte Zeile im Kasten), angegeben. Ist der {\displaystyle p}-Wert kleiner als das vorgegebene Signifikanzniveau {\displaystyle \alpha }, so ist die Nullhypothese abzulehnen.
Auf der einen Seite enthebt die Ausgabe des {\displaystyle p}-Wertes bei einem Test die Software explizit davon, nach dem vorgegebenen Signifikanzniveau zu fragen, um eine Testentscheidung zu treffen. Auf der anderen Seite besteht die Gefahr, dass der Forscher das eigentlich im Voraus festzulegende Signifikanzniveau anpasst, um sein gewünschtes Ergebnis zu bekommen.

## Weitere Eigenschaften
Falls die Prüfgröße eine stetige Verteilung hat, ist der {\displaystyle p}-Wert, unter der (punktförmigen) Nullhypothese, uniform verteilt auf dem Intervall {\displaystyle [0,1]}.

## Typische Fehlinterpretationen
Wenn die Nullhypothese zugunsten der Alternativhypothese verworfen wird, wird das Resultat als „statistisch signifikant“ bezeichnet. „Signifikant“ bedeutet hierbei lediglich „überzufällig“. Ein häufiges Missverständnis ist die Gleichsetzung dieser Aussage mit der falschen Behauptung, der {\displaystyle p}-Wert würde angeben, wie wahrscheinlich die Nullhypothese bei Erhalt dieses Stichprobenergebnisses sei. Tatsächlich wird mit dem {\displaystyle p}-Wert jedoch angedeutet, wie extrem das Ergebnis ist: Je kleiner der {\displaystyle p}-Wert, desto mehr spricht das Ergebnis gegen die Nullhypothese.
Goodman formuliert 12 Aussagen über {\displaystyle p}-Werte, die ausgesprochen weit verbreitet und dennoch falsch sind, wie zum Beispiel die folgenden:
- Falsch ist: Wenn {\displaystyle p=0{,}05}, ist die Chance, dass die Nullhypothese wahr ist, nur 5 %.
- Falsch ist: Ein nicht-signifikanter Unterschied bedeutet bei einem Mittelwertsvergleich zwischen zwei Gruppen, dass die Mittelwerte gleich sind.
- Ebenfalls falsch ist: Nur ein signifikanter Unterschied bedeutet, dass das Ergebnis in der Realität, beispielsweise in der klinischen Anwendung, wichtig ist.

## Kritik amp-Wert
Kritiker des {\displaystyle p}-Werts weisen darauf hin, dass das Kriterium, mit dem über die „statistische Signifikanz“ entschieden wird, auf einer willkürlichen Festlegung des Signifikanzlevels basiert (oft auf 0,05 gesetzt) und dass das Kriterium zu einer alarmierenden Anzahl von falsch-positiven Tests führt. Der Anteil aller „statistisch signifikanten“ Tests, bei denen die Nullhypothese wahr ist, könnte beträchtlich höher sein als das Signifikanzniveau, was wiederum davon abhängt, wie viele der Nullhypothesen falsch sind und wie hoch die Trennschärfe des Tests ist.
Die Einteilung der Resultate in signifikante und nicht-signifikante Ergebnisse kann stark irreführend sein. Zum Beispiel kann die Analyse von beinahe identischen Datensätzen zu {\displaystyle p}-Werten führen, die sich stark in der Signifikanz unterscheiden. In der medizinischen Forschung stellte der {\displaystyle p}-Wert anfangs eine beachtliche Verbesserung der bisherigen Ansätze dar, aber gleichzeitig ist es mit der steigenden Komplexität der publizierten Artikel wichtig geworden, die Fehlinterpretationen des {\displaystyle p}-Werts aufzudecken. Es wurde darauf hingewiesen, dass in Forschungsfeldern wie der Psychologie, bei denen Studien typischerweise eine niedrige Trennschärfe haben, die Anwendung von Signifikanztests zu höheren Fehlerraten führen kann.
Die Verwendung von Signifikanztests als Grundlage von Entscheidungen wurde wegen der weit verbreiteten Missverständnisse über den Prozess ebenfalls kritisiert. Entgegen der landläufigen Meinung gibt der {\displaystyle p}-Wert nicht die Wahrscheinlichkeit der Nullhypothese an, wahr oder falsch zu sein. Des Weiteren sollte die Signifikanzschwelle nicht festgelegt werden, ohne die Konsequenzen eines falsch-positiven oder falsch-negativen Ergebnisses des konkreten Tests zu berücksichtigen.

## Alternativen
P-Werte der zweiten Generation (second generation p-values) erweitern das Konzept der p-Werte so, dass extrem kleine, praktisch unrelevante Effektgrößen nicht als signifikant bewertet werden.
Der Bayes-Faktor ist eine Alternative für den p-Wert in der Bayesschen Statistik.